# Carter (meccanica)

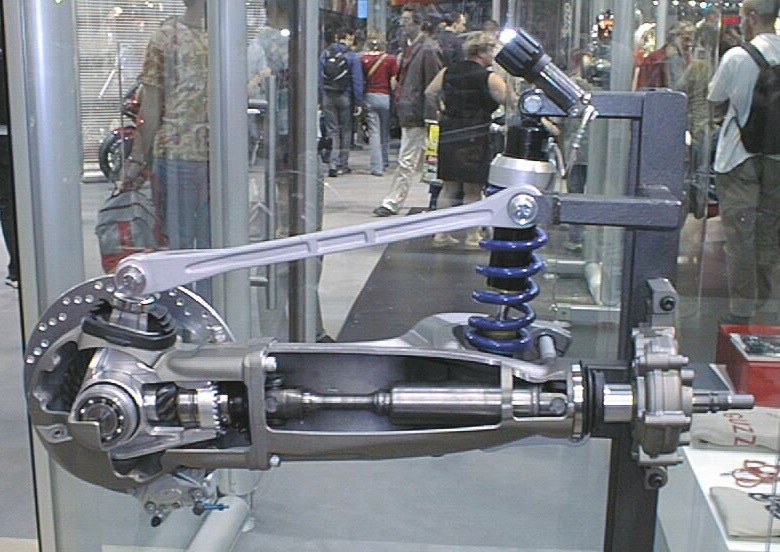
Sezionamento dimostrativo del carter che contiene la trasmissione CA.R.C. della Moto Guzzi.

Il carter, anche detto scatola, è un contenitore, un involucro o uno scudo in materiale rigido che, applicato a un macchinario, racchiude e protegge gli organi meccanici in movimento e favorisce o mantiene la corretta lubrificazione.
In relazione alle sue applicazioni e funzioni più comuni, può assumere varie denominazioni composte come, ad esempio, carter  motore, carter trasmissione, carter secco o carter umido. Per altre applicazioni e funzioni è più usuale il termine scatola, ad esempio per scatola del cambio, scatola dello sterzo o scatola degli ingranaggi.

## Etimologia
Per questo apprestamento meccanico il termine "carter", parola inglese con il significato originario di "carrettiere", deriva dall'inventore Harrison Carter, che ne ideò e brevettò un tipo per bicicletta, adottata nel 1893 dalla Sunbeam per la sua produzione ciclistica.
Il nuovo sistema brevettato dall'inventore inglese consisteva in un involucro stagno di lamiera che racchiude il gruppo di trasmissione della bicicletta, con la doppia funzione di proteggere la catena e gli ingranaggi dalla polvere e dagli agenti atmosferici, oltre a contenere una piccola quantità di olio per la loro continua lubrificazione.
In verità, l'inventore aveva denominato il sistema Little Oil Bath ("Piccolo Bagno d'Olio"), ma il marchio riportato sulla faccia esterna con la scritta Carter patented ("brevetto Carter") favorì immediatamente la diffusione del termine "carter", soprattutto nei Paesi non anglofoni, affiancando e spesso sostituendo il termine "scatola".

## Carter motore
Questi carter, che costituiscono il basamento del motore e su cui è presente la/e bancata (escluso in caso di monoblocco), possono essere di vari tipi:
- Carter secco (4T o 2T unidirezionali)
- Carter umido (4T o 2T unidirezionali)
- Carter pompa (2T, esclusi la maggior parte dei 2T unidirezionali)

Il carter umido o secco si utilizza solo per motori a 4 tempi, ma può essere utilizzato per altre cose, come i compressori dell'aria, dove si deve garantire una certa lubrificazione del motore.

### Carter umido

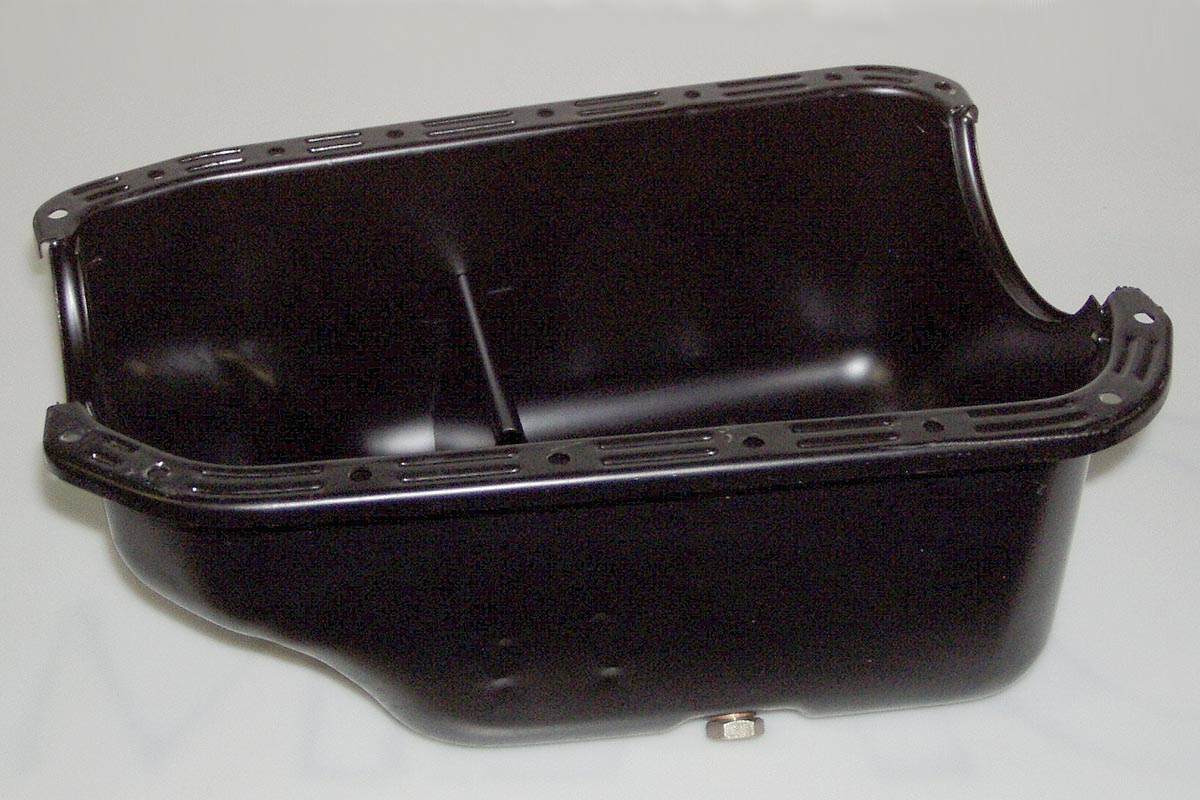
coppa olio di un motore automobilistico

Il carter umido è il tipo più semplice: infatti l'olio giace in fondo a una coppa di raccolta al centro del basamento e tramite una pompa di mandata dell'olio si riesce a lubrificare il motore nei suoi componenti.

Un altro sistema che invece viene utilizzato sulle apparecchiature come il compressore dell'aria, che non richiede la lubrificazione dell'albero a camme (perché sprovvisto) o dove è posizionato vicino all'albero motore, occupando la camera di manovella (come nel sistema OHV, SV, IOE ed RCV), si sfrutta la biella, la quale, ogni volta che la testa della biella arriva al PMI, raccoglie una quantità imprecisata di lubrificante e nel momento di risalire, sparge la maggior quantità del lubrificante raccolto sulla superficie del cilindro.
Questo sistema risulta essere usato sulla maggior parte delle auto di serie e anche da ciclomotori o motocicli di piccola cilindrata poiché ha il vantaggio di non richiedere alcuna attenzione, se non il controllo del livello dell'olio.
Per quanto riguarda i mezzi più costosi e sportivi il carter umido non viene utilizzato, perché (soprattutto nelle auto) l'olio tende a spostarsi da una parte all'altra a seconda delle curve che si affrontano, rischiando così il grippaggio.

### Carter semi-secco
il carter semi-secco dove l'olio viene raccolto in una camera separata dalla camera di manovella, ma rimane comunque sia nel basamento, quindi il serbatoio olio tipico dei sistemi a carter secco viene realizzato direttamente nel basamento.

### Carter secco
Il carter secco, rispetto al carter umido è più complesso: infatti per la lubrificazione non usa la coppa dell'olio, poiché esso viene recuperato dalla pompa di recupero in un serbatoio separato e da tale serbatoio, tramite la pompa di mandata, viene spruzzato all'interno del motore, per lubrificare i vari organi. Il vantaggio di questo sistema è di avere un motore più compatto, avendo un minore ingombro verticale. Viene utilizzato nelle moto di grossa cilindrata e nelle vetture sportive dove, mancando la coppa dell'olio, il propulsore può essere montato più in basso migliorando il baricentro. Un altro grande vantaggio è dato dall'evitare lo spostamento laterale dell'olio in curva, fenomeno che si presenta in particolar modo con le automobili e simili ed è questo il motivo principale per cui è stato adoperato su questi mezzi, inoltre questo tipo di ausilio fa sì che non ci sia più sbattimento d'olio in coppa e apporta una lieve refrigerazione alla temperatura dell'olio.

### Carter pompa

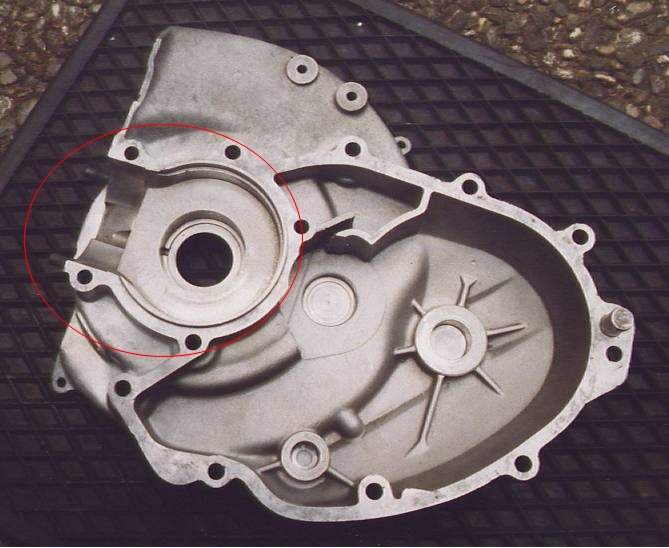
Nel cerchio rosso, il carter-pompa di una "Vespa 50"

Il carter pompa è la porzione di carter motore composta dalla camera di manovella e dalla parte inferiore del cilindro (sede canna), le cui cavità comunicanti vengono riempite e svuotate di carburante, per effetto della depressione e pressione causate dal movimento del pistone, nei motori a due tempi monocilindrici o bicilindrici, con aspirazione nel basamento.
Il carter pompa riceve la miscela quando il pistone si porta dal PMS al PMI, esattamente quando nel carter si crea la depressione e si aprono i sistemi d'aspirazione, che possono essere di tipo lamellare, piston port o a disco rotante.

Una volta che il pistone si è portato al PMI, l'aspirazione può continuare ancora per un breve periodo, finché non scompare la depressione. Una volta che termina tale fase, cioè il pistone si porta dal PMS al PMI, c'è la fase di compressione della miscela, con un rapporto di compressione che varia da 1,20:1 a 1,50:1, per facilitarne il travaso al cilindro tramite i travasi del cilindro stesso.

Quando il pistone scopre le luci di travaso durante il suo movimento dal PMS al PMI, inizia la fase del travaso, che termina quando vengono chiuse le luci dei travasi dal pistone, nel suo spostamento dal PMI al PMS. Finita questa fase, il carter ricomincia a ricevere nuova miscela e il ciclo si ripete.

#### Accorgimenti
Il carter pompa, nei motori moderni, fa parte integrante dei travasi, dove delimita la loro parte inferiore, migliorando la direzione della carica fresca.

Il carter pompa per poter permettere la corretta lubrificazione dei supporti di banco deve essere provvisto di due canali, generalmente posti sotto i travasi, i quali sono in diretto contatto con  il cuscinetto e lubrificano anche i paraoli laterali, per migliorare ulteriormente l'apporto di lubrificante tale condotto in alcuni casi è provvisto di una fossetta all'inizio, in modo che le turbolenze che si vanno a creare aumentino l'apporto d'olio, un altro metodo è quello di fare un piccolo scivolo, in modo che l'olio che scende dai travasi, vada a finire in questo condotto e non direttamente nella camera di manovella.

Nel caso il motore utilizzi una valvola lamellare per l'alimentazione il carter può ospitarne la sede, in modo che la valvola si trovi molto vicino all'albero motore ed oltre a funzionare tramite il gioco delle pressioni venga facilitata nel suo ruolo anche dall'effetto Magnus generato dall'albero motore, che in questo caso viene sfruttato appieno.

## Carter del cambio

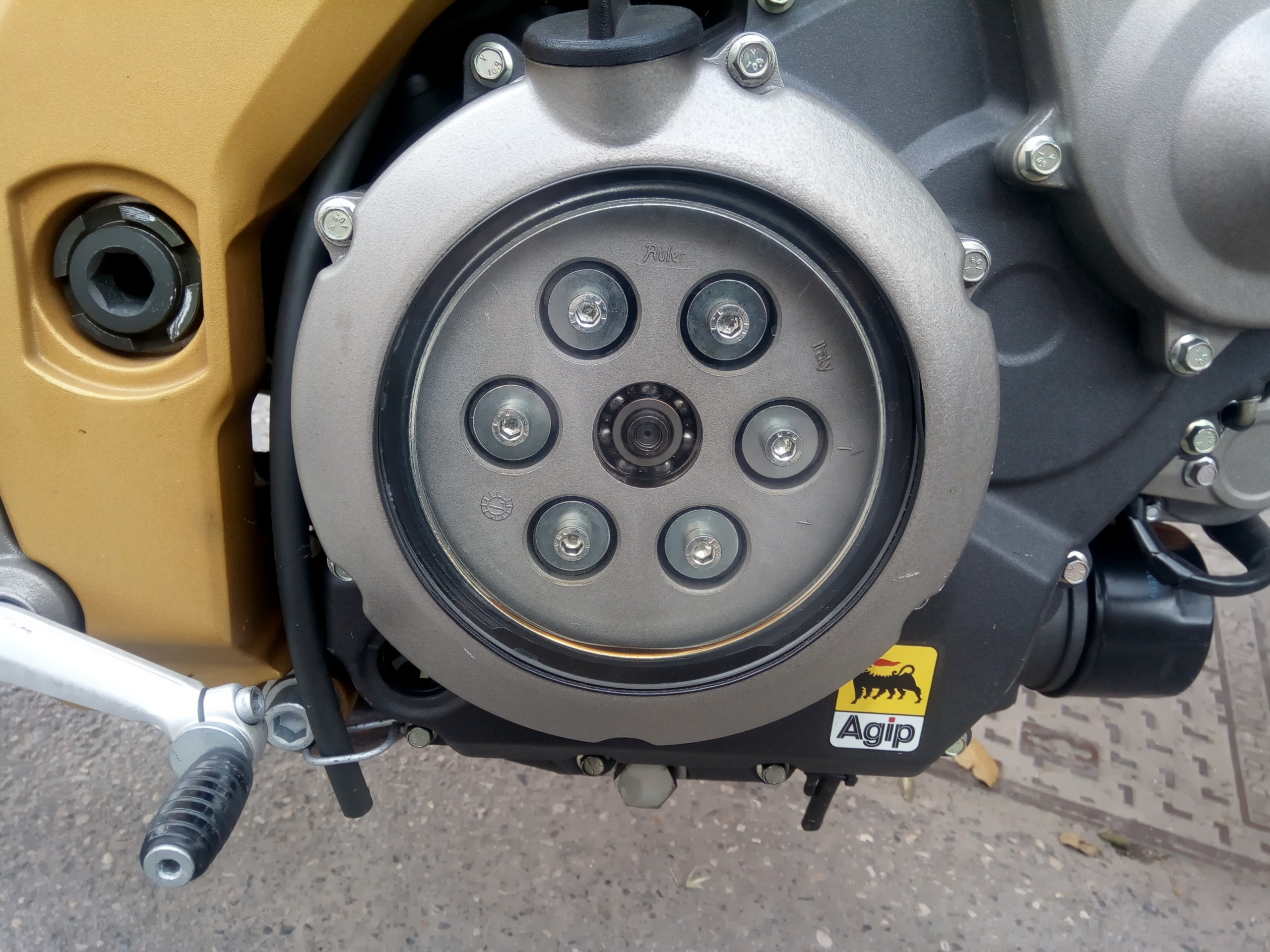
Carter frizione con fenestratura

Il carter per il cambio può essere differente a seconda che debba invitare un cambio a marce o un Cambio continuo/cambio a variatore. Questa differenza è marcata soprattutto nel confronto tra scooter e moto.

### Carter per il cambio a marce
Il carter che contiene il cambio a marce delle moto è molto semplice e compatto: ci sono i due alberi di trasmissione, che comunicano tra di loro tramite le marce, spostate dai braccetti del selettore mosso dalla leva del cambio. Per quanto riguarda le auto, i componenti e le loro disposizioni sono praticamente gli stessi.

### Carter per il cambio variomatic
Il carter in uno scooter è il contenitore degli elementi di trasmissione, dove i componenti che costituiscono la riduzione primaria di trasmissione sono il variatore (puleggia fissa e mobile), la frizione, la cinghia, il correttore di coppia, la campana frizione (al di sopra della frizione stessa) e la molla di contrasto ('attaccata' alla frizione, limita e regola l'apertura delle pulegge a determinati regimi di rotazione).

Invece i componenti che costituiscono la riduzione secondaria di trasmissione sono a ingranaggi o a catena. Solo nei motori con avviamento a pedivella nel carter ci sono anche gli ingranaggi elicoidali per l'avviamento.

## Carter della trasmissione
Il carter della trasmissione è un contenitore o protezione della trasmissione e può essere di tipo parziale o totale.

### Carter della trasmissione per moto
Per le moto a seconda del tipo di trasmissione si preferisce un tipo di carter all'altro.
- Carter parziale: questo tipo di carter viene utilizzato per le trasmissioni a catena e generalmente ne protegge solo la parte superiore; serve per evitare che ci si possa impigliare con i pantaloni o i lacci delle scarpe, anche se queste sono possibilità molto remote. Il motivo principale per cui viene montato è quello di evitare che l'olio della catena imbratti la moto e il pilota; comunque sia il carter per la trasmissione a catena non è poi così importante e per questo molte moto lo montano di dimensioni piuttosto ridotte o non lo montano affatto.
- Carter totale: questo tipo di carter viene utilizzato principalmente per le trasmissioni a cinghia e viene montato per evitare che si possano impigliare i pantaloni o i lacci delle scarpe, ma principalmente per evitare che la ghiaia o comunque lo sporco danneggino la cinghia compromettendone la durata o, nei casi più gravi, la sua integrità e funzionalità.
Venne utilizzata anche per alcune soluzioni a catena, come nel caso della Laverda Chott 250 2T del 1974 e della Laverda 2TR 250 del 1974.

### Carter della trasmissione per bicicletta
Nella bicicletta il carter è formato da una lamiera appositamente sagomata per proteggere la catena.

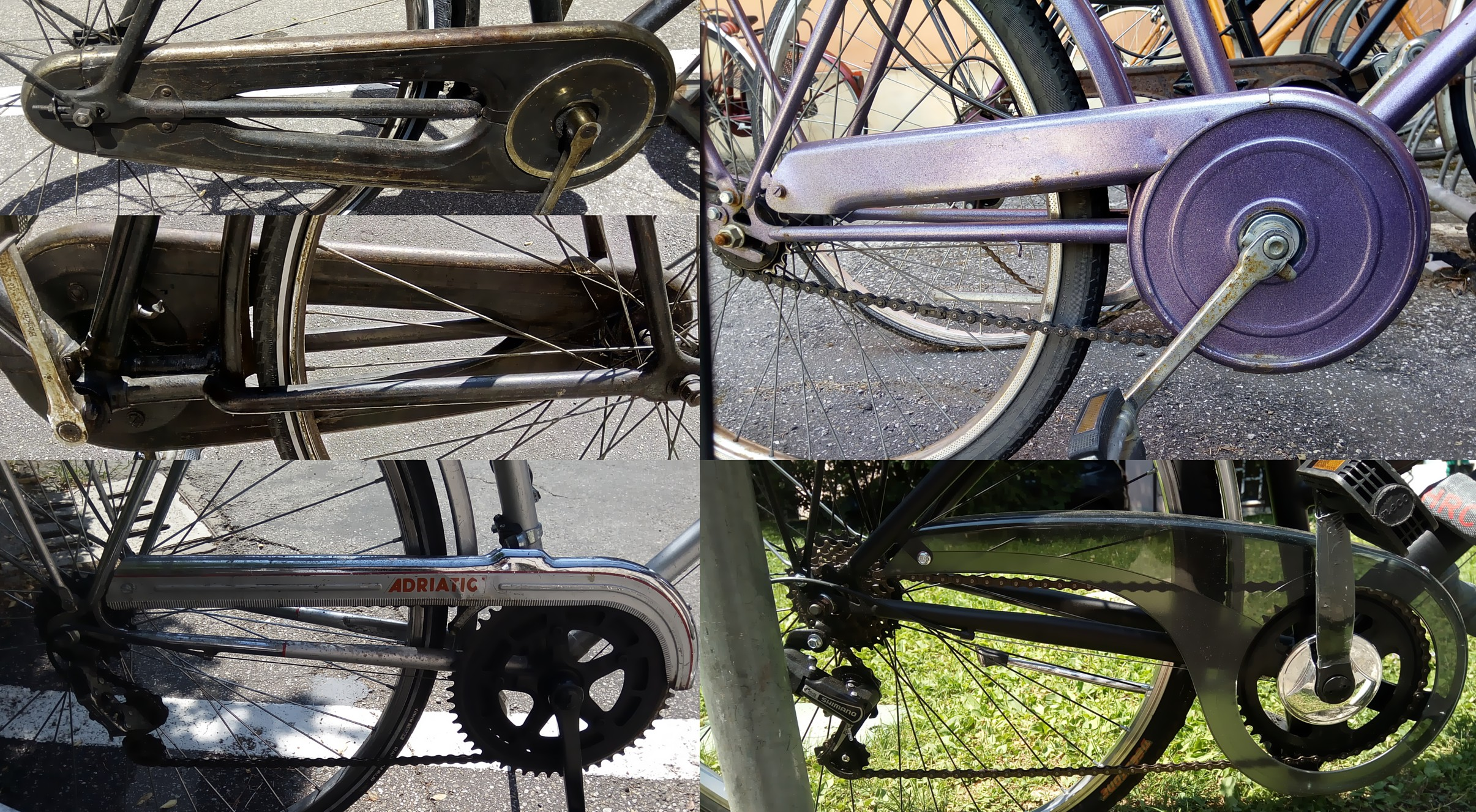
Esempi di carter di bicicletta, dalla versione integrale per monomarcia alla versione per doppio sistema deragliatore

Esistono diversi modelli di carter per bicicletta. I più minimali ricoprono la sola catena nella zona della corona anteriore, mentre quelli integrali racchiudono completamente al loro interno la corona, la catena e il pignone.
Tra i vantaggi del suo utilizzo abbiamo:
- Impedire alle parti meccaniche in movimento, come la catena e la corona, di entrare in contatto con le gambe del ciclista, evitando così che si possano sporcare con il grasso o ferire.
- Proteggere la catena stessa dall'usura impedendo che polvere, sassi o più semplicemente urti con altri oggetti, la danneggino, questo effetto benefico è apprezzabile soprattutto nel caso del carter integrale.

Il carter della trasmissione per bicicletta, in particolar modo quello integrale, può tuttavia presentare anche alcuni svantaggi:
- nel caso in cui la catena dovesse uscire dalla corona si avrebbero maggiori difficoltà per rimetterla in sede.
- La lubrificazione della stessa è difficoltosa, per cui spesso non si esegue affatto.
- Talvolta risulta problematico anche togliere la ruota posteriore qualora fosse necessario.
- Il carter, essendo per lo più in lamiera leggera, spesso si deforma, causando attrito con catena e pedali, dando così origine a fastidiosi rumori.
- Aumenta il peso complessivo del mezzo.